# Gerstaeckerus kamengensis
Gerstaeckerus kamengensis là một loài bọ cánh cứng trong họ Endomychidae. Loài này được Vazirani & Saha miêu tả khoa học năm 1972.